# Zozan
Zozan o Zaūzan (farsi زوزن) è un villaggio dello shahrestān di Khvaf, circoscrizione di Jalgheh Zozan, nella provincia del Razavi Khorasan in Iran. Aveva, nel 2006, una popolazione di 2.183 abitanti. 
È stato inserito nella lista provvisoria del Patrimonio dell'umanità dell'UNESCO.